# Kanat de Jungària
El Kanat de Jungària o Zunghar Janato, va ser un kanat d'origen Oirat Mongols a l'Àsia interior. En la seva major mesura, abastava una àrea des del sud de Sibèria al nord fins a l'actual Kirguizstan al sud i des de la Gran Muralla Xinesa a l'est fins a l’actual Kazakhstan a l’oest. El nucli del Kanat de Jungària és avui part del nord de Xinjiang, també anomenat Jungària.
Cap al 1620 els mongols occidentals, coneguts com els Oirats, es van unir a Jungària. El 1678, Galdan Boshughtu Khan va rebre del Dalai-lama el títol de Boshogtu Khan, convertint els jungars en la tribu líder dels Oirats. Els governants jungars van utilitzar el títol de Khong Tayiji, que es tradueix com a "príncep hereu". Entre 1680 i 1688, els jungars van conquerir la Conca del Tarim, que ara és al sud de Xinjiang, i van derrotar els mongols de Khalkha a l'est. El 1696, Galdan va ser derrotat per la dinastia Qing i va perdre Mongòlia Exterior. El 1717 els jungars van conquerir el Tibet, però van ser expulsats un any després pels Qing. El 1755, els Qing van aprofitar una guerra civil a Jungària per conquerir-la i van destruir els jungars com a poble. La destrucció dels jungars va conduir a la conquesta Qing de Mongòlia, el Tibet i la creació de Xinjiang com a unitat administrativa política.

## Etimologia
"Jungària" és un compost de la paraula Mongol jegün (züün), que significa "esquerra" o "est" i γar que significa "mà" o "ala". La regió de Jungària deriva el seu nom d'aquesta confederació. Tot i que els jungars es trobaven a l'oest dels mongols orientals, la derivació del seu nom s'ha atribuït al fet que representaven l'ala esquerra dels oirats. A principis del segle xvii, el cap de la confederació dels Oirats era el líder dels Khoshut, Gushi Khan. Quan Gushi Khan va decidir envair el Tibet per substituir el Tsangpa Khan local a favor de la secta tibetana Geluk, l'exèrcit d'Oirat es va organitzar en ala dreta i esquerra. L'ala dreta formada per Khoshuts i Torguts va romandre al Tibet mentre els Choros i Khoid de l'ala esquerra es retiraven cap al nord cap a la conca de Tarim, des de llavors el poderós imperi dels Choros es va conèixer com l'Ala Esquerra, és a dir, Zuungar.

## Història

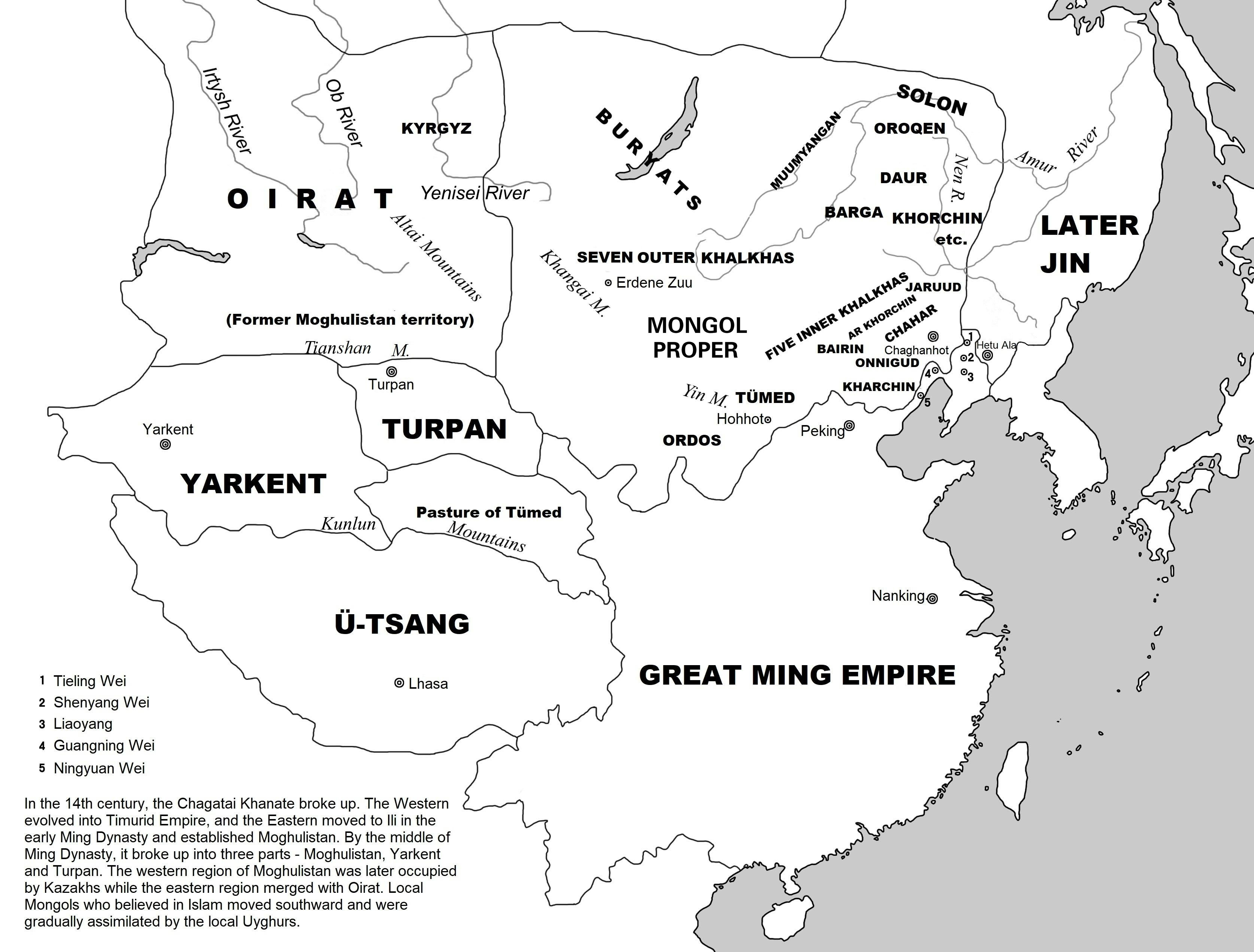
Els Oirats el 1616

### Origen
Els Oirats eren originaris de la zona de Tuvà a principis del segle xiii. El seu líder, Quduqa Bäki, es va sotmetre a Genguis Kan el 1208 i la seva casa es va casar amb les quatre branques de la línia Gengisida. Durant la Guerra Civil Toluida, els Quatre Oirat (Choros, Torghut, Dörbet i Khoid) van fer costat a Arig Boke i, per tant, maig van acceptar el domini Kublaid. Després del col·lapse de la dinastia Yuan, els Oirats van donar suport a l'Arigbàkida Jorightu Khan Yesüder en apoderar-se del tron del nord de la Dinastia Yuan. Els Oirats van dominar els kans del Yuan del Nord fins a la mort d’Esen Taishi el 1455, després de la qual cosa van emigrar cap a l'oest a causa de l'agressió mongola de Khalkha. El 1486, els Oirats es van veure embolicats en una disputa successòria que va donar a Dayan Khan l'oportunitat d'atacar-los. A la segona meitat del segle xvi, els Oirats van perdre més territori al Tumed.
El 1620, els líders de Choros i Torghut Oirats, Kharkhul i Mergen Temene, van atacar Ubasi Khong Tayiji, el primer Altan Khan de Khalkha. Van ser derrotats i Kharkhul va perdre la seva dona i els seus fills davant l'enemic. Una guerra total entre Ubasi i els Oirats va durar fins al 1623, quan Ubasi va ser assassinat. El 1625, va esclatar un conflicte entre el cap de Khoshut Chöükür i el seu germà uterí Baibaghas per qüestions d'herència. Baibaghas va morir en la lluita. Tanmateix, els seus germans menors Güshi Khan i Köndölön Ubashi van començar la lluita i van perseguir Chöükür des del Riu Ixim fins al riu Tobol, atacant i matant els seus seguidors el 1630. Les lluites entre els Oirats van fer que el cap de Torghut, Kho Orluk, emigrés cap a l'oest fins van entrar en conflicte amb l'Horda de Nogai, que van destruir. Els Torghut van fundar el Kanat de Kalmyk, però van mantenir el contacte amb els Oirats a l'est. Cada vegada que es convocava una gran assemblea, enviaven representants perquè hi assistissin.

Àsia en 1636

El 1632, la secta Gelug Yellow Hat de Qinghai va ser reprimida pel Khalkha Choghtu Khong Tayiji, de manera que van demanar ajuda a Güshi Khan. El 1636, Güshi va liderar 10.000 Oirats en una invasió de Qinghai que va resultar en la derrota d'un fort exèrcit enemic de 30.000 i la mort de Choghtu. Després va entrar al Tibet central, on va rebre del 5è Dalai Lama el títol de Bstan-'dzin Choskyi Rgyal-po (el rei del Dharma que defensa la religió). Llavors va reclamar el títol de Kan, el primer mongol no genguidista que ho va fer, i va convocar als Oirats per conquerir completament el Tibet, creant el Kanat Khoshut. Entre els implicats hi havia el fill de Kharkhul, Erdeni Batur, al qual se li va concedir el títol de Khong Tayiji, es va casar amb la filla del kan Amin Dara i el va enviar de nou per establir el Kanat de Jungària a la part alta del riu Iemil al sud de les muntanyes Tarbagatai. Baatur va tornar a Jungària amb el títol Erdeni (donat pel Dalai Lama) i molt botí. Durant el seu regnat va fer tres expedicions contra els kazakhs. Els conflictes dels jungars són recordats en una balada kazakh Elim-ai. Els jungars també van entrar en guerra contra els kirguisos, els tadjiks i els uzbeks quan van envair l'Àsia central fins a Yasi (Turkestan) i Taixkent el 1643.

### Disputa de successió (1653–1677)
El 1653, Sengge va succeir al seu pare Batur Khan, però es va enfrontar a la dissidència dels seus germanastres. Amb el suport d'Ochirtu del Kanat de Khoshut, aquesta lluita va acabar amb la victòria de Sengge el 1661. El 1667 va capturar Erinchin Lobsang Tayiji, el tercer i darrer Altan Khan del Khalkha però va ser assassinat pels seus germanastres Txetxen Tayiji i Zotov en un cop d'estat el 1670.
El germà petit de Sengge, Galdan Boshughtu Khan quan va néixer el 1644 va ser reconegut com la reencarnació d'un lama tibetà que havia mort l'any anterior i el 1656 fou enviat al Tibet, on va rebre educació de Lobsang Chökyi Gyaltsen, el 4t Panchen Lama i 5è Dalai Lama al Monestir de Tashi Lhunpo. En assabentar-se de la mort del seu germà, va renunciar al seu estatus de lama i va tornar immediatament del Tibet per venjar-se. Aliat amb Ochirtu Sechen del Khoshut, Galdan va derrotar a Txetxen i va expulsar Zotov de Jungària. El 1671 el Dalai Lama va atorgar el títol de Khong Tayiji a Galdan. Els dos fills de Sengge, Sonom Rabdan i Tsewang Rabtan, es van revoltar contra Galdan, però van ser derrotats.
Després de la mort de Sengge, Galdan va prendre la seva vídua Khatan Anu, néta d'Ochirtu, com a esposa. El conflicte dins de la família aviat va tornar a esclatar quan Ochirtu, tement la popularitat de Galdan, va donar suport a Choqur Ubashi, oncle i rival de Galdan. El 1678 Galdan va obligar a Ochirtu a fugir a Kokonur i va establir l'hegemonia sobre els Oirats. L'any següent, el Dalai Lama li va atorgar el títol més alt de Boshughtu Khan (Khan Diví).

### Conquesta del Kanat de Yarkand (1678-1680)
A partir de finals del segle xvi, el Kanat de Yarkand va caure sota la influència dels khodja, sufis de Naqxbandiyya que afirmaven descendència del profeta Mahoma o dels primers quatre califes àrabs. Amb el regnat de Sultan Said Khan a principis del segle xvi, els khojas ja tenien una forta influència a la cort i sobre el kan. El 1533, un Khoja especialment influent anomenat Makhdum-i Azam va arribar a Kashgar, on es va establir i va tenir dos fills. Aquests dos fills es van odiar i van transmetre el seu odi mutu als seus fills. Els dos llinatges van arribar a dominar grans parts del kanat, dividint-lo entre dues faccions: l'Aq Taghliq (Muntanya Blanca) a Kashgar i la Qara Taghliq (Muntanya Negra) a Yarkand. Yulbars va patrocinar els Aq Taghliqs i va suprimir els Qara Taghliqs, que van causar molt ressentiment, i van resultar en el seu assassinat el 1670. El va succeir el seu fill, que va governar només un breu període abans que Ismail Khan fos entronitzat. Ismail va invertir la lluita de poder entre les dues faccions musulmanes i va expulsar el líder d'Aq Taghliq, Afaq Khoja. Afaq va fugir al Tibet, on el 5è Dalai Lama el va ajudar a demanar ajuda a Galdan Boshughtu Khan.
El 1680, Galdan va conduir 120.000 jungars al Kanat de Yarkent. Els van ajudar els Aq Taghliqs i Hami i Turfan, que ja s'havien presentat als jungars. El fill d'Ismail, Babak Sultan, va morir en la resistència contra la batalla per Kashgar. El general Iwaz Beg va morir en la defensa de Yarkent. Els jungars van derrotar les forces mogol sense moltes dificultats i van fer presoners a Ismail i la seva família. Galdan va instal·lar Abd ar-Rashid Khan II, fill de Babak, com a titella Khan.

### Primera guerra kazakh (1681–1685)
El 1681, Galdan va envair el nord de la muntanya Tengeri i va atacar el Kanat Kazakh, però no va aconseguir prendre Sairam. El 1683 els exèrcits de Galdan Boshughtu Khan dirigides per Tsewang Rabtan van prendre Taixkent i Sairam. Van arribar a Sirdarià i van aixafar dos exèrcits kazakhs. Després d'això, Galdan va sotmetre el kirguís negre i va assolar la Vall de Ferganà. El seu general Rabtan va prendre la ciutat de Taraz. A partir del 1685 les forces de Galdan es van empènyer agressivament cap a l'oest, forçant els kazakhs cada vegada més a l'oest. Els jungars van establir el domini sobre els tàrtars de Baraba i van extreure'n el yasaq (tribut). Convertir-se al cristianisme ortodox i convertir-se en súbdits russos va ser una tàctica dels baraba per trobar una excusa per no pagar yasaq als jungars.

### Guerra de Khalkha (1687–1688)

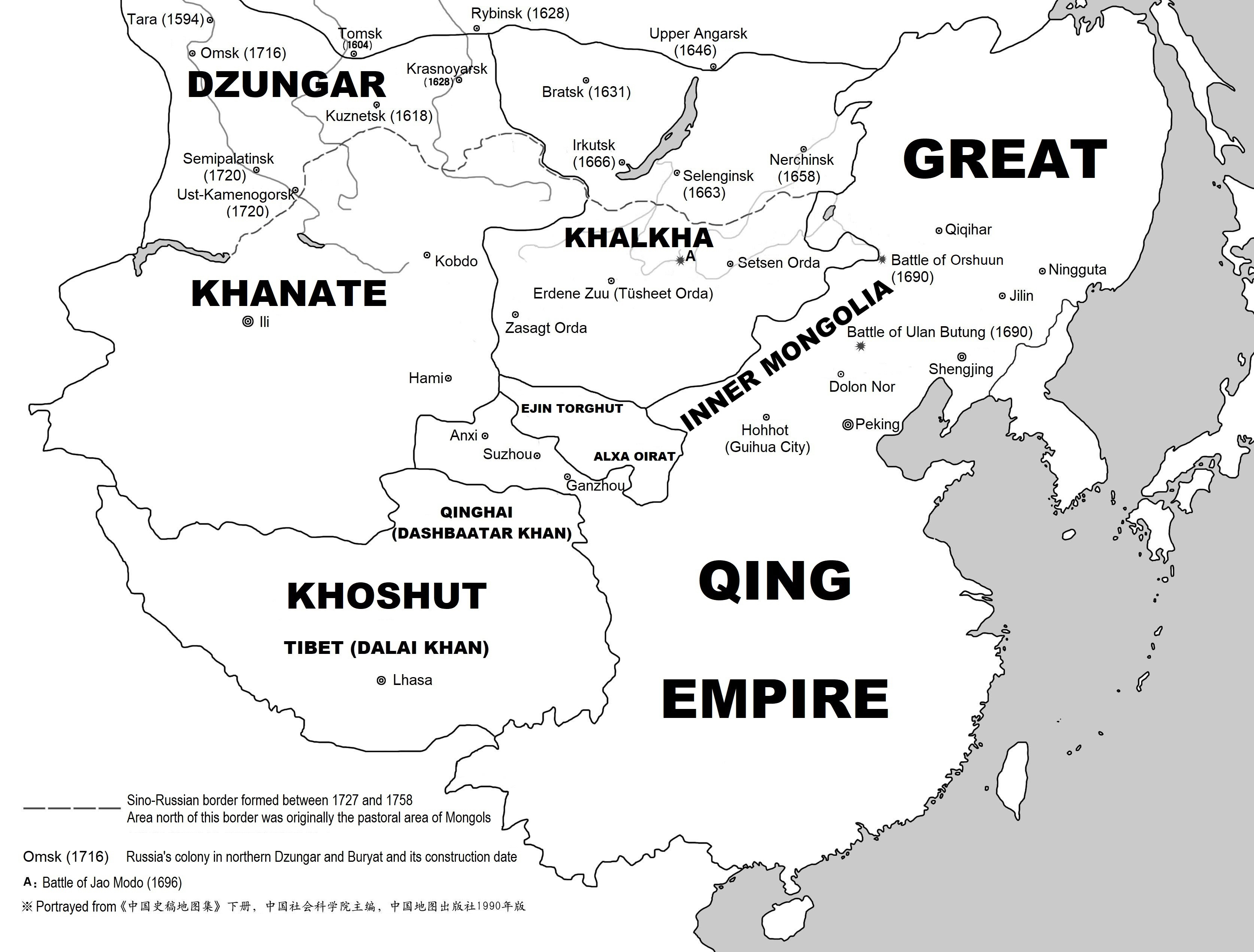
Kanat de Dzungar abans de la invasió de Galdan a Khalkha el 1688

Els Oirats havien establert la pau amb els mongols de Khalkha des que Ligdan Khan va morir el 1634 i els khalkhas estaven preocupats per l'ascens de la dinastia Qing. No obstant això, quan el Jasaghtu Khan Shira va perdre part dels seus súbdits davant el Tüsheet Khan Chikhundorj, Galdan Boshughtu Khan va traslladar la seva horda prop de les muntanyes de l'Altai per preparar un atac. Chikhundorj va atacar l'ala dreta dels khalkhas i va matar Shira el 1687. El 1688, Galdan va enviar tropes comandades pel seu germà petit Dorji-jav contra Chikhundorj, però finalment van ser derrotades. Dorji-jav va morir en la batalla. Chikhundorj va assassinar Degdeehei Mergen Ahai del Jasaghtu Khan que anava de camí a Galdan. Per venjar la mort del seu germà, Galdan va establir relacions d'amistat amb els russos que ja estaven en guerra amb Chikhundorj pels territoris propers al llac Baikal. Amb armes de foc russes, Galdan va dirigir 30.000 soldats jungars cap a Khalkha Mongolia el 1688 i va derrotar Chikhundorj en tres dies. Mentrestant, els cosacs siberians van atacar i vèncer un exèrcit de 10.000 Khalkha prop del llac Baikal. Després de dues cruentes batalles amb els jungars a prop del Monestir d'Erdene Zuu i Tomor, Chakhundorji i el seu germà Jebtsundamba Kutuktu Zanabazar van fugir pel desert del Gobi fins a arribar a la dinastia Qing i es van sotmetre a l'emperador Kangxi.

### Primera Guerra de Qing (1690–1696)

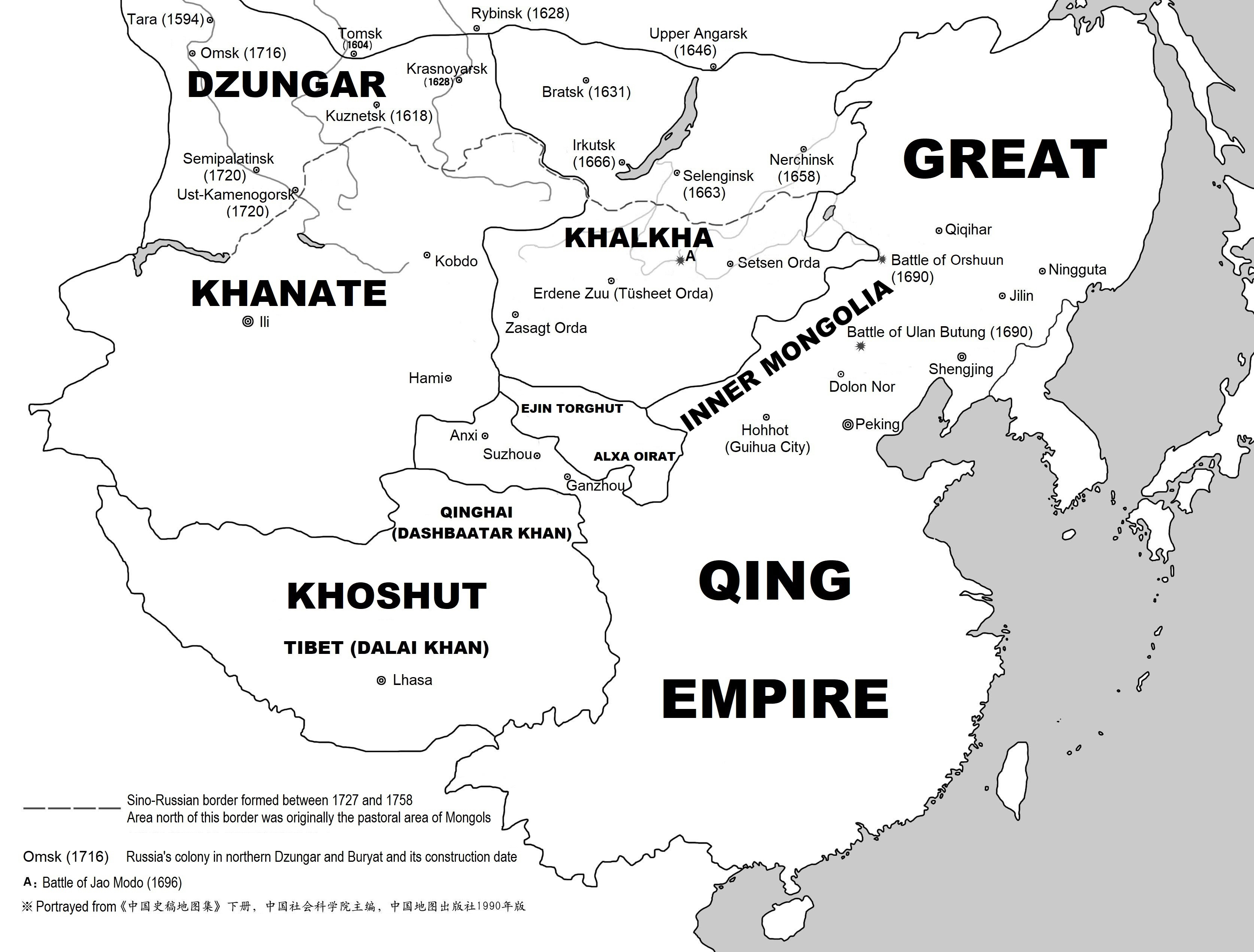
Xina al 1689

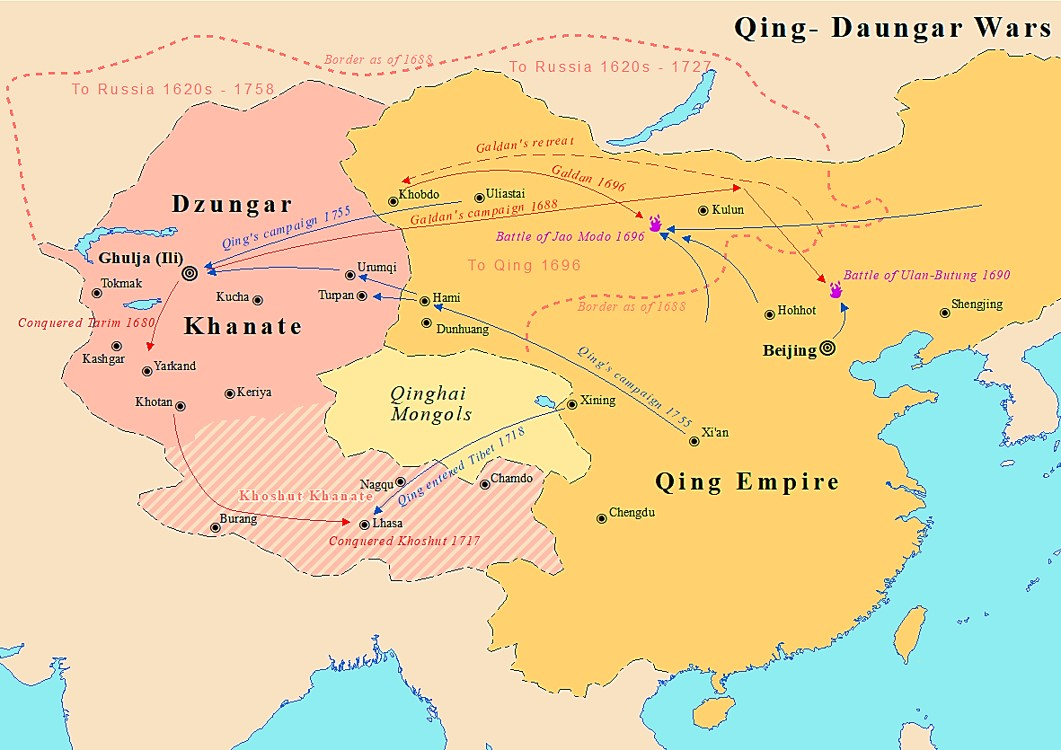
Mapa que mostra les guerres jungar-Qing amb la ubicació de la batalla d'Ulan Butung

A finals de l'estiu de 1690, Galdan Boshughtu Khan va travessar el riu Kerulen amb una força de 20.000 efectius i va topar amb un exèrcit Qing a la batalla d'Ulan Butung, a 350 quilòmetres al nord de Pequín, prop de la capçalera occidental del riu Liao. Galdan es va veure obligat a retirar-se i va escapar de la destrucció total perquè l'exèrcit Qing no tenia els subministraments ni la capacitat per perseguir-lo. El 1696, l'emperador Kangxi va dirigir 100.000 tropes a Mongòlia. Galdan va fugir de Kherlen només per ser capturat per un altre exèrcit Qing que atacava des de l'oest. Va ser derrotat a la següent batalla de Jao Modo, a prop del riu Tuul i d'aquesta manera controlaren les rutes comercials de Mongòlia Exterior. L'esposa de Galdan, Khatan Anu, va morir i l'exèrcit Qing va capturar 20.000 bovins i 40.000 ovelles. Galdan va fugir amb un petit grapat de seguidors. El 1697 va morir a les muntanyes de l'Altai, prop de Khovd, el 4 d'abril. De tornada a Jungària, el seu nebot Tsewang Rabtan, que s'havia revoltat el 1689, va tenir el control des del 1691.

### Rebel·lió de Chagatai (1693-1705)
Galdan Boshughtu Khan va instal·lar Abd ar-Rashid Khan II, fill de Babak, com a titella Khan al Kanat de Yarkent. El nou kan va obligar Afaq Khoja a fugir de nou, però el regnat d'Abd ar-Rashid també es va acabar sense cerimònia dos anys després, quan van esclatar disturbis a Yarkand. Va ser substituït pel seu germà Muhammad Imin Khan. Muhammad va demanar ajut a la dinastia Qing, al Kanat de Bukharà i a l'Imperi Mogol per combatre els jungars. El 1693, Muhammad va atacar amb èxit el Kanat de Jungària, prenent 30.000 captius. Malauradament, Afaq Khoja va aparèixer de nou i va enderrocar Muhammad en una revolta dirigida pels seus seguidors. El fill d'Afaq, Yahiya Khoja, va ser entronitzat, però el seu regnat es va reduir el 1695 quan tant ell com el seu pare van ser assassinats mentre suprimien les rebel·lions locals. El 1696, Akbash Khan va ser posat al tron, però les peticions de Kashgar es van negar a reconèixer-lo i es van aliar amb el Kirguisos per atacar Yarkand, fent Akbash presoner. Les peticions de Yarkand van arribar als jungars, que van enviar tropes i van expulsar el kirguisos el 1705. Els jungars van instal·lar Mirza Alim Shah Beg, un governant no Chagatayid, acabant així amb el govern dels kan Chagatai per sempre. Abdullah Tarkhan Beg d’Hami també es va rebel·lar el 1696 i va abandonar la dinastia Qing. El 1698, les tropes Qing estaven estacionades a Hami.

### Segona guerra kazakh (1698)
El 1698, el successor de Galdan Boshughtu Khan, Tsewang Rabtan, va arribar al llac Tengiz i al Turkestan, i els jungars van controlar Zhei-Su Tashkent fins al 1745. La Guerra dels jungars contra els kazakhs els va empènyer a buscar ajuda a Rússia.

### Segona Guerra de Qing (1718-1720)
Tseren Dondup, el germà del kan jungar Tsewang Rabtan, va envair el Kanat de Khoshut el 1717, va destituir Yeshe Gyatso, va matar Lha-bzang Khan i va saquejar Lhasa. L'emperador Kangxi va prendre represàlies el 1718, però la seva expedició militar va ser aniquilada pels jungars a la batalla del riu Salween, no gaire lluny de Lhasa.  Una segona expedició més gran enviada per Kangxi, juntament amb les forces tibetanes sota Polhanas de Tsang i Kangchennas (també escrit Gangchenney), el governador del Tibet occidental, va expulsar els jungars del Tibet el 1720. Van portar Kelzang Gyatso amb ells de Kumbum a Lhasa i el van instal·lar com el 7è Dalai Lama el 1721. Els habitants de Turfan i Pichan van aprofitar la situació per rebel·lar-se sota un cap local, Amin Khoja, i van abandonar la dinastia Qing.

### Galdan Tseren (1727–1745)
Tsewang Rabtan va morir sobtadament el 1727 i el va succeir el seu fill Galdan Tseren. Galdan Tseren va expulsar el seu germanastre Lobszangshunu. Va continuar la guerra contra els kazakhs i els mongols de Kalkha. En represàlia contra els atacs contra els seus súbdits de Khalkha, l'emperador Yongzheng de la dinastia Qing va enviar una força d'invasió de 10.000 homes que els jungars van derrotar a prop del llac Khoton. L'any següent, però, els jungars van patir una derrota contra els Khalkhas a prop del monestir d'Erdene Zuu. El 1731, els jungars van atacar Turpan, que anteriorment havia abandonat la dinastia Qing. Amin Khoja va dirigir el poble de Turpan en una retirada cap a Gansu on es van establir a Guazhou. El 1739, Galdan Tseren va acordar el límit entre el territori de Khalkha i Jungària.

### Replegament (1745–1755)

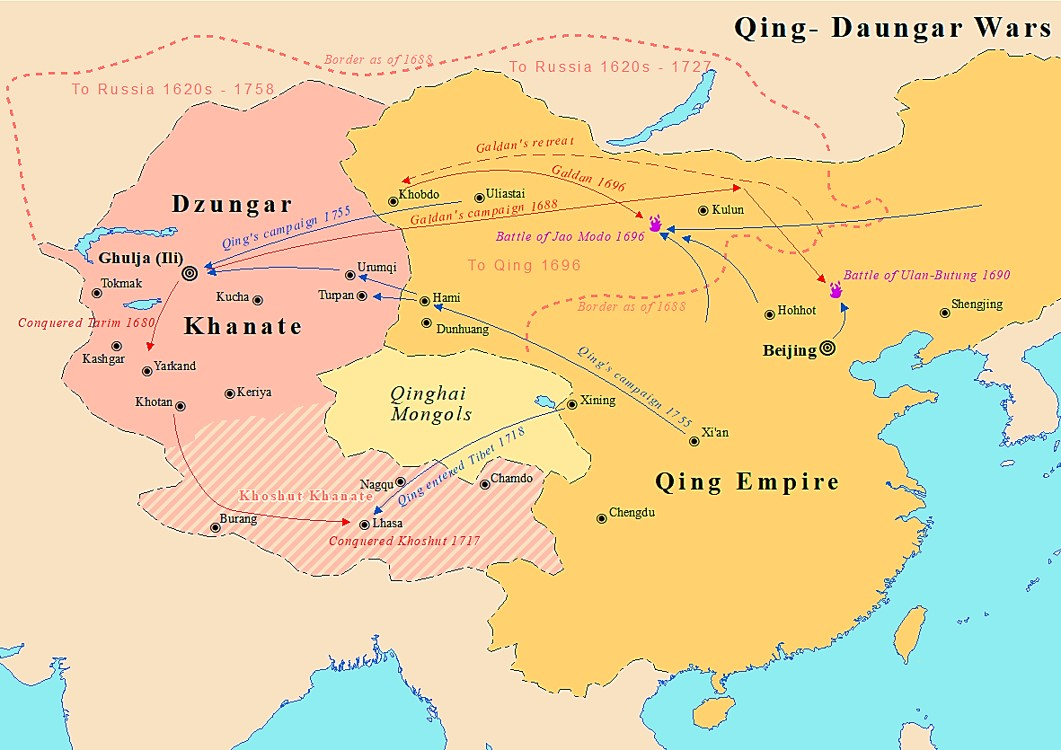
Guerres Qing Jungària del 1688 al 1757

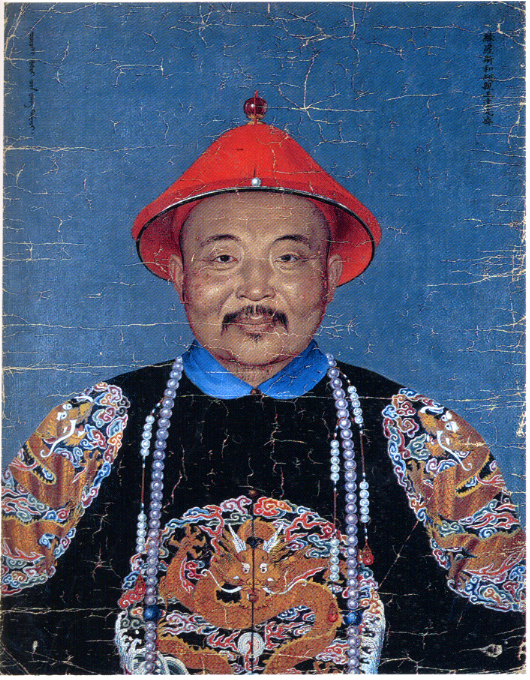
L'últim Jungar Khan Dawachi amb túnica Qing després de la seva derrota

Galdan Tseren va morir el 1745, provocant una rebel·lió generalitzada a la conca de Tarim i començant una disputa successòria entre els seus fills. El 1749, el fill de Galden Tseren, Lama Dorji, es va apoderar del tron del seu germà petit, Tsewang Dorji Namjal, però va ser enderrocat el 1752 pel seu cosí Dawachi i el noble Khoikhoi Amursana, però ells també va lluitar pel control del Khanat. Com a resultat de la seva disputa, el 1753, tres dels parents de Dawachi que governaven el Dörbet i el Bayid van desertar cap al Qing i van emigrar al territori de Khalkha. L’any següent, Amursana també va desertar. El 1754, Yusuf, el governant de Kaixgar, es va rebel·lar i va convertir a la força els jungars que hi vivien a l'islam. El seu germà gran, Jahan Khoja de Yarkand, també es va rebel·lar però va ser capturat pels jungars a causa de la traïció d'Ayyub Khoja d'Aksu. El fill de Jahan, Sadiq, va reunir 7.000 homes a Hotan i va atacar Aksu en represàlia. A la primavera de 1755, l'emperador Qianlong va enviar un exèrcit de 50.000 homes contra Dawachi. Gairebé no van trobar resistència i van destruir el Kanat de Jungària en un lapse de 100 dies.
Dawachi va fugir a les muntanyes al nord d'Aksu però va ser capturat per Khojis, el peticionari d'Uchturpan, i lliurat als Qing.

## Seqüeles

### La rebel·lió d'Amursana (1755–1757)
Després de derrotar el Kanat de Jungària, els Qing van planejar instal·lar kans per a cadascuna de les quatre tribus Oirat, però Amursana volia governar sobre tots els Oirats. En canvi, l'emperador Qianlong el va convertir en l'únic kan del Khoid. L'estiu, Amursana, juntament amb el líder mongol Chingünjav, va liderar una revolta contra els Qing. Incapaç de derrotar els Qing, Amursana va fugir al nord per buscar refugi amb els russos i va morir de verola a les terres russes. A la primavera de 1762, el seu cos congelat va ser portat a Kiakhta perquè els Manxús el veiessin. Els russos el van enterrar i van rebutjar la sol·licitud manxú que es lliurés com a càstig pòstum.

### Rebel·lió d'Aq Taghliq (1757-1759)

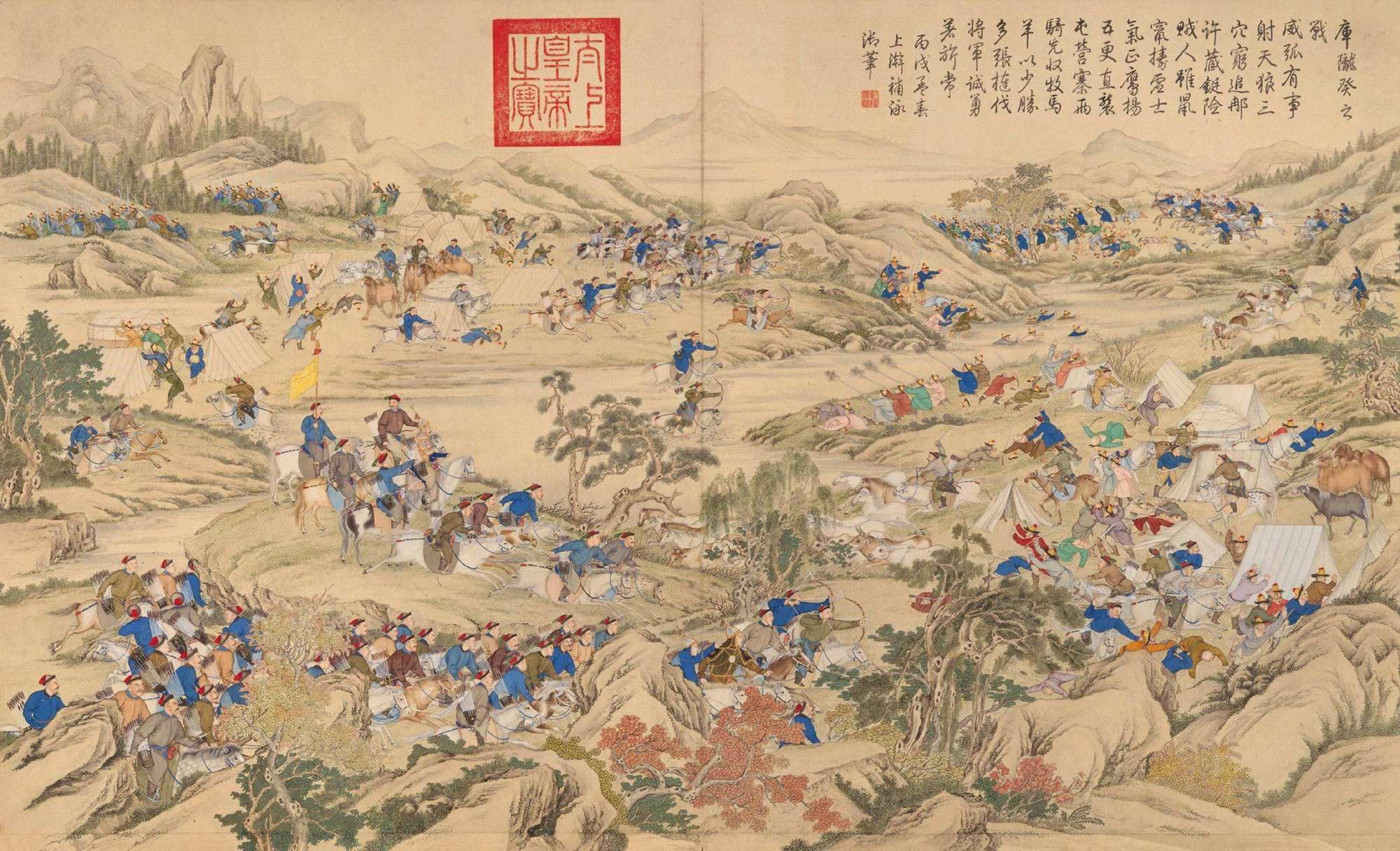
Batalla de Khurungui, 1758. El general Zhao Hui derrota les forces jungars al Mont Khurungui (a prop d'Almaty, Kazakhstan).

Quan Amursana es va rebel·lar contra la dinastia Qing, els khojas Aq Taghliq Burhanuddin i Jahan es van rebel·lar a Yarkand. El seu govern no era popular i la gent els desagradava molt ja que s'apropiaven de tot el que necessitaven, des de roba fins a bestiar. El febrer de 1758, els Qing van enviar 10.000 efectius contra el règim d'Aq Taghliq. Zhao Hui va ser assetjat per les forces enemigues a Yarkand fins al gener de 1759, però l'exèrcit Qing no va trobar dificultats en campanya. Els germans khoja van fugir a Badakhxan, on van ser capturats pel governant Sultan Shah, que els va executar i va lliurar el cap de Jahan als Qing. La conca de Tarim es va pacificar el 1759.

### Genocidi
Segons l'erudit Qing Wei Yuan (1794–1857), la població de Jungària abans de la conquesta de Qing era de 600.000 a 200.000 llars. Wei Yuan va escriure que al voltant del 40 per cent de les llars de Jungària van morir per la verola, el 20 per cent va fugir a Rússia o amb les tribus kazakhs i el 30 per cent van ser assassinats pels bandolers manxús. Per diversos milers de li, no hi va haver pietat excepte pels que s'havien rendit. Wen-Djang Chu va escriure que el 80 per cent dels 600.000 o més jungars van ser destruïts per malalties i atacs que Michael Clarke va descriure com "la destrucció completa no només de l'estat de Jungària sinó també dels jungars com a poble".
L'historiador Peter Perdue sosté que la destrucció dels jungars va ser el resultat d'una política explícita d'extermini llançada per l'emperador Qianlong que va durar dos anys. Els seus comandants eren reticents a complir les seves ordres, que va repetir diverses vegades fent servir el terme jiao (extermini) una vegada i una altra. Els comandants Hadaha i Agui van ser castigats per només ocupar terres de Jungària però deixant escapar la gent. Els generals Jaohui i Shuhede van ser castigats per no mostrar suficient zel en exterminar els rebels. Qianlong va ordenar explícitament als mongols de Khalkha que "prenguessin els joves i els forts i els massacressin". Les persones grans, els nens i les dones es van salvar, però no van poder preservar els seus antics noms o títols. Mark Levene, un historiador els darrers interessos de la investigació se centra en el genocidi, afirma que l'extermini dels jungars va ser "sens dubte el genocidi del segle xviii per excel·lència".
L'opinió generalitzada contra Jungària dels antics subjectes de Jungària va contribuir al seu genocidi. Els kazakhs musulmans i antics habitants del Kanat de Yarkent a la Conca del Tarim (ara anomenats uigurs) van ser mal tractats pels budistes jungars, que els utilitzaven com a treball esclau, i van participar en la invasió Qing i van atacar els jungars. Els líders uigurs com Khoja Emin van rebre títols de la noblesa Qing, i van actuar com a intermediaris amb els musulmans de la conca de Tarim. Van dir als musulmans que els Qing només volien matar Oirats i que deixarien els musulmans en pau. També van convèncer els musulmans per ajudar els Qing a matar Oirats.

### Canvi demogràfic a Xinjiang

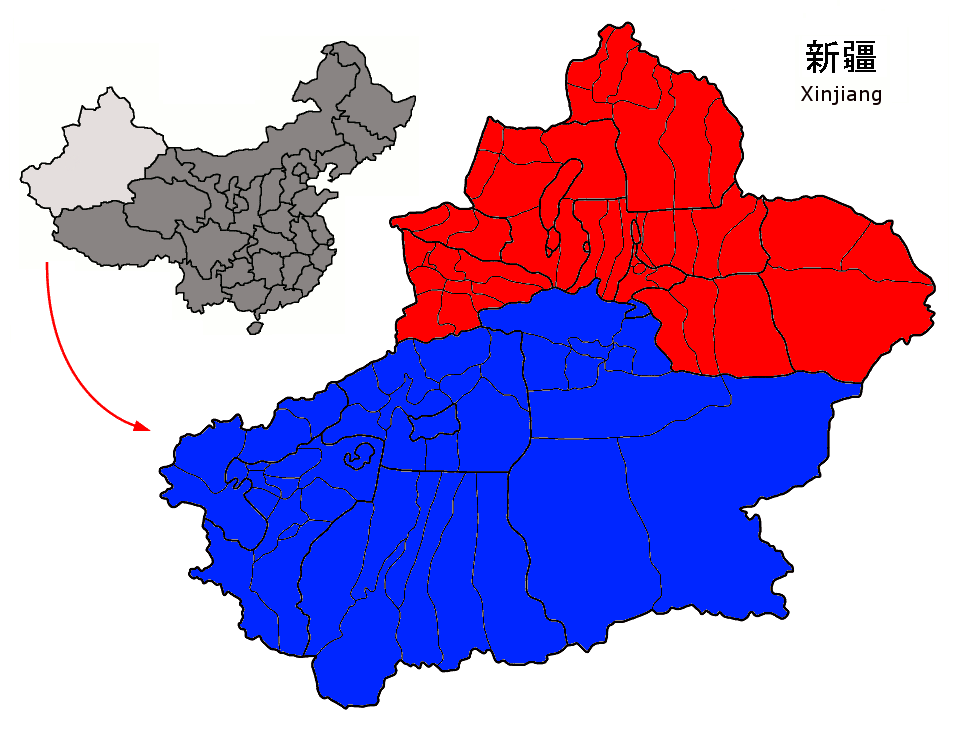

Després de la destrucció del poble jungar Oirat, la dinastia Qing va patrocinar l’assentament de milions de persones Han, Hui, Xibe, Daur, Solon, Oasis del Turkestani (uigurs) i Manchus a Jungària quan va quedar buida. Stanley W. Toops assenyala que la situació demogràfica moderna de Xinjiang encara reflecteix la iniciativa d'assentament de la dinastia Qing. Un terç de la població total de Xinjiang estava formada per Han, Hui i kazakhs al nord, mentre que al voltant de dos terços eren uigurs a la conca del Tarim, al sud de Xinjiang. Algunes ciutats del nord de Xinjiang, com ara Ürümchi i Yining, van ser fonamentalment creades per la política d'assentament dels Qing.
L'eliminació dels budistes jungars va provocar l'ascens de l'Islam i els musulmans Begs com l'autoritat política moral predominant a Xinjiang. Molts taranquis musulmans també es van traslladar al nord de Xinjiang. Segons Henry Schwarz, "la victòria de Qing va ser, en cert sentit, una victòria de l'islam". Irònicament, la destrucció dels jungars pels Qing va conduir a la consolidació del poder musulmà turc a la regió, ja que la cultura i la identitat musulmanes turques van ser tolerades o fins i tot promogudes pels Qing.
El 1759, la dinastia Qing va proclamar que la terra que anteriorment pertanyia als jungars formava part de la "Xina" (Dulimbai Gurun) en un memorial manxú. La ideologia de la unificació Qing va retratar els xinesos "externs" no com els mongols, els oirats i els tibetans juntament amb els xinesos com "una família" unida a l'estat Qing. Els Qing van descriure la frase "Zhong Wai Yi Jia" o "Nei Wai Yi Jia" ("interior i exterior com una sola família"), per transmetre aquesta idea d'"unificació" a diferents pobles.

## Líders del Kanat de Jungària
- Khara Khula, títol: Khong Tayiji
- Erdeni Batur, títol: Khong Tayiji
- Sengge, títol: Khong Tayiji

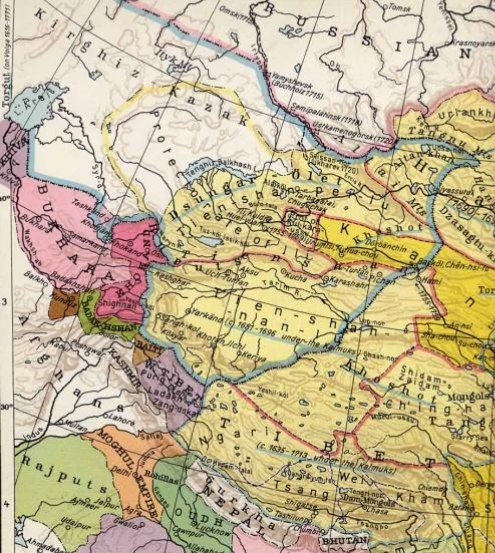
El Kanat de Jungària el 1750

- Galdan Boshugtu Khan, títols: Khong Tayiji, Boshogtu Khan
- Tsewang Rabtan, títol: Khong Tayiji, Khan
- Galdan Tseren, títol: Khong Tayiji
- Tsewang Dorji Namjal, títol: Khong Tayiji
- Lama Dorji, títol: Khong Tayiji
- Dawachi, títol: Khong Tayiji
- Amursana ‡

‡ Nota: Tot i que Amursana va controlar de facto algunes zones de Jungària durant el 1755–1756, maig no es va poder convertir oficialment en Khan a causa del rang inferior del seu clan, el Khoid.

## Cultura
Els oirats es van convertir al budisme tibetà el 1615.
La societat Oirat era similar a altres societats nòmades. Depenia en gran manera de la ramaderia, però també practicava una agricultura limitada. Després de la conquesta del Kanat de Yarkent el 1680, van utilitzar gent de la Conca del Tarim com a treball esclau per cultivar terres a Jungària. L'economia i la indústria de Jungària eren bastant complexes per a una societat nòmada. Tenien mines de ferro, coure i plata que produïen mineral cru, que els jungars convertien en armes i escuts, incloses armes de foc, bales i altres estris. L’armament jungar incloïa una bona quantitat d’armes amb pólvora. El 1762, l'exèrcit Qing va descobrir quatre grans canons de bronze jungar, vuit canons "elevats" i 10.000 obusos.
El 1640, els oirats van crear un Codi legal mongol d'Oirat que regulava les tribus i donava suport a la secta del barret groc Gelug. Erdeni Batur va ajudar a Zaia Pandit a crear l'escriptura clara.

## Galeria

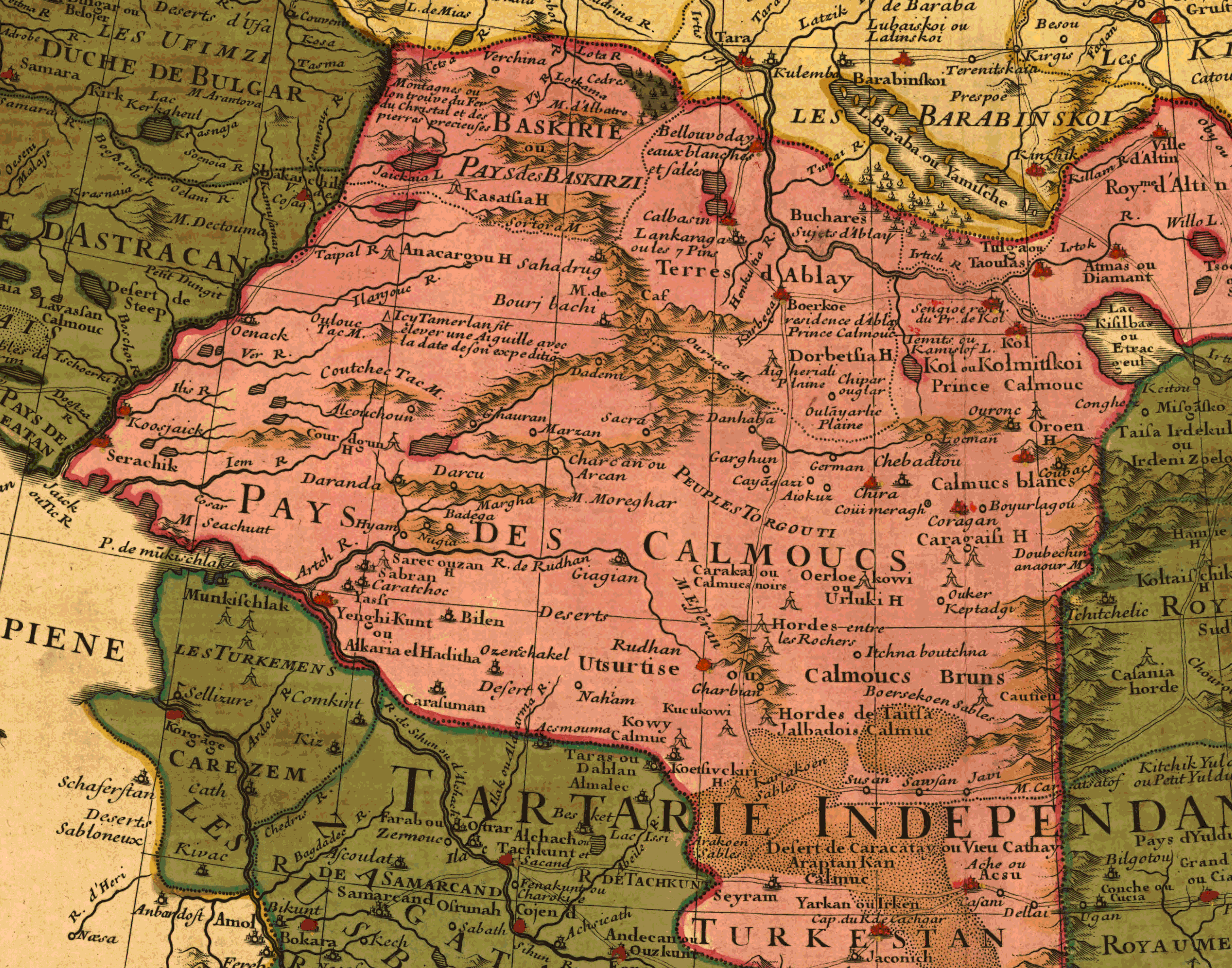
Aquest fragment de mapa mostra territoris d'Oirats com el 1706. (Fons de mapes de la Biblioteca del Congrés: "Mapa de Tartària" de Guillaume de L'Isle (1675-1726)
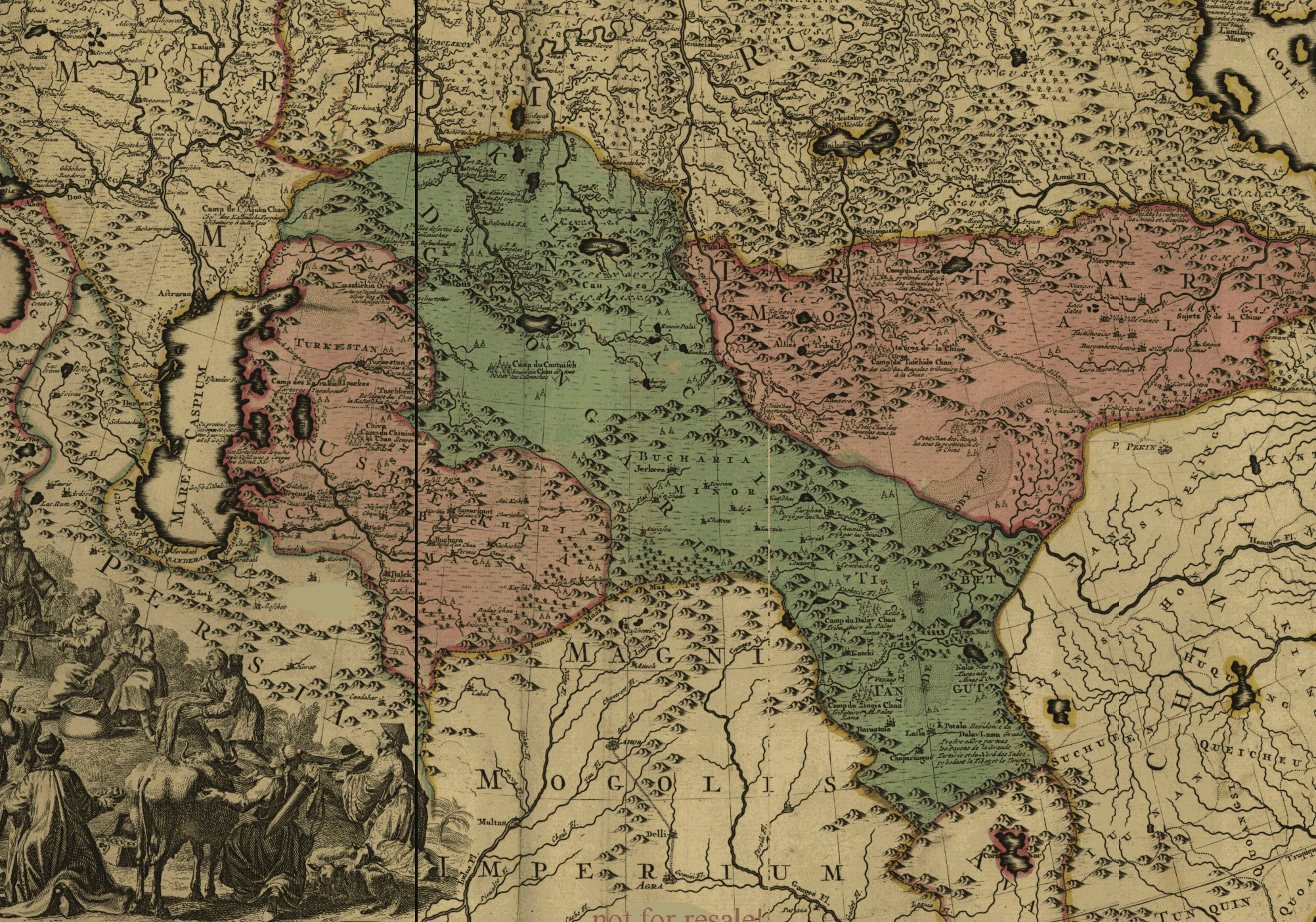
Els estats jungar i Kalmyk (un fragment del mapa de l'Imperi rus de Pere el Gran, que va ser creat per un soldat suec al voltant del 1725)
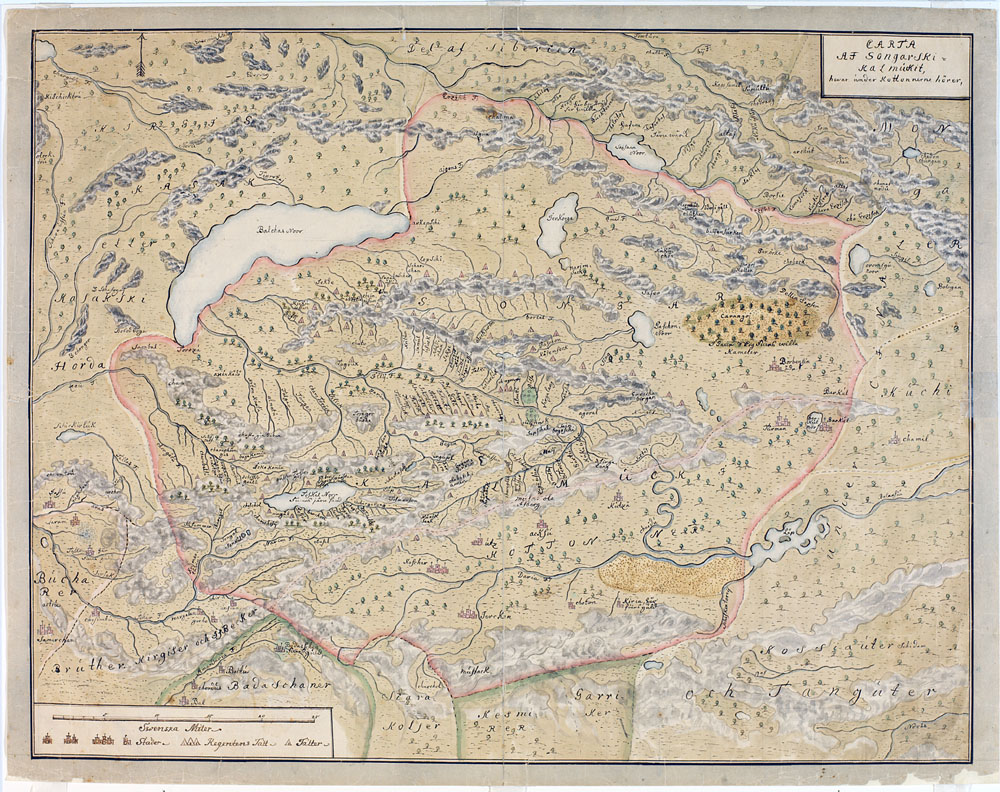
Un mapa del Kanat de Jungària, de Johan Gustaf Renat, un oficial suec en captivitat el 1716–33, que inclou la regió coneguda avui com Zhetysu
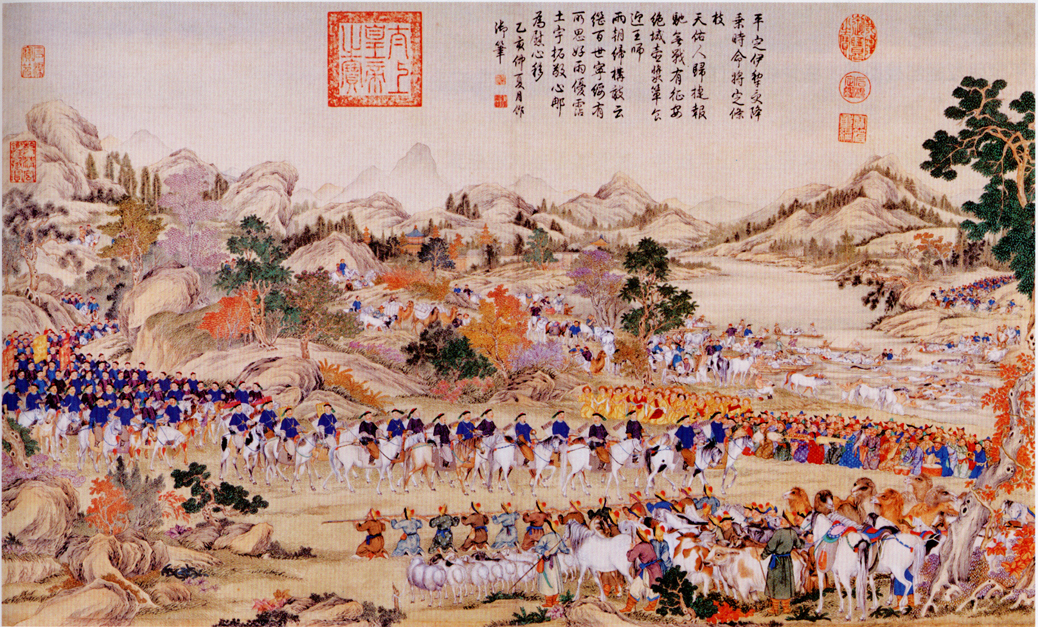
Zhaohui rep la rendició de Dawachi a Ili 1755
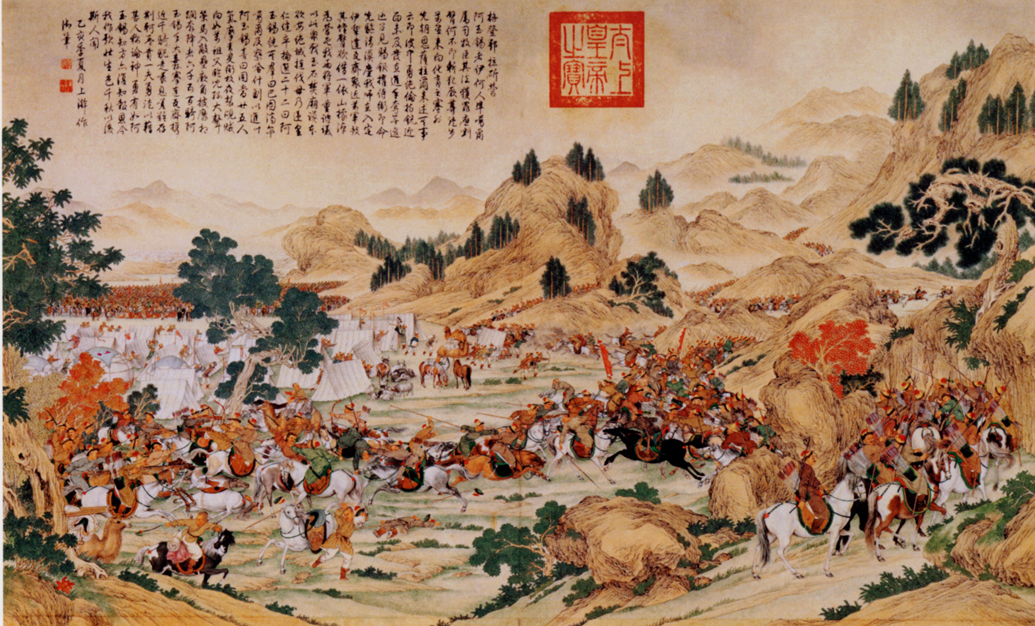
"Storming of the Camp at Gädän-Ola", un rotllo que representa una incursió el 1755 en què el Kalmuk Ayusi, havent anat al bàndol xinès, ataca el campament de Dawa achi al mont Gadan.
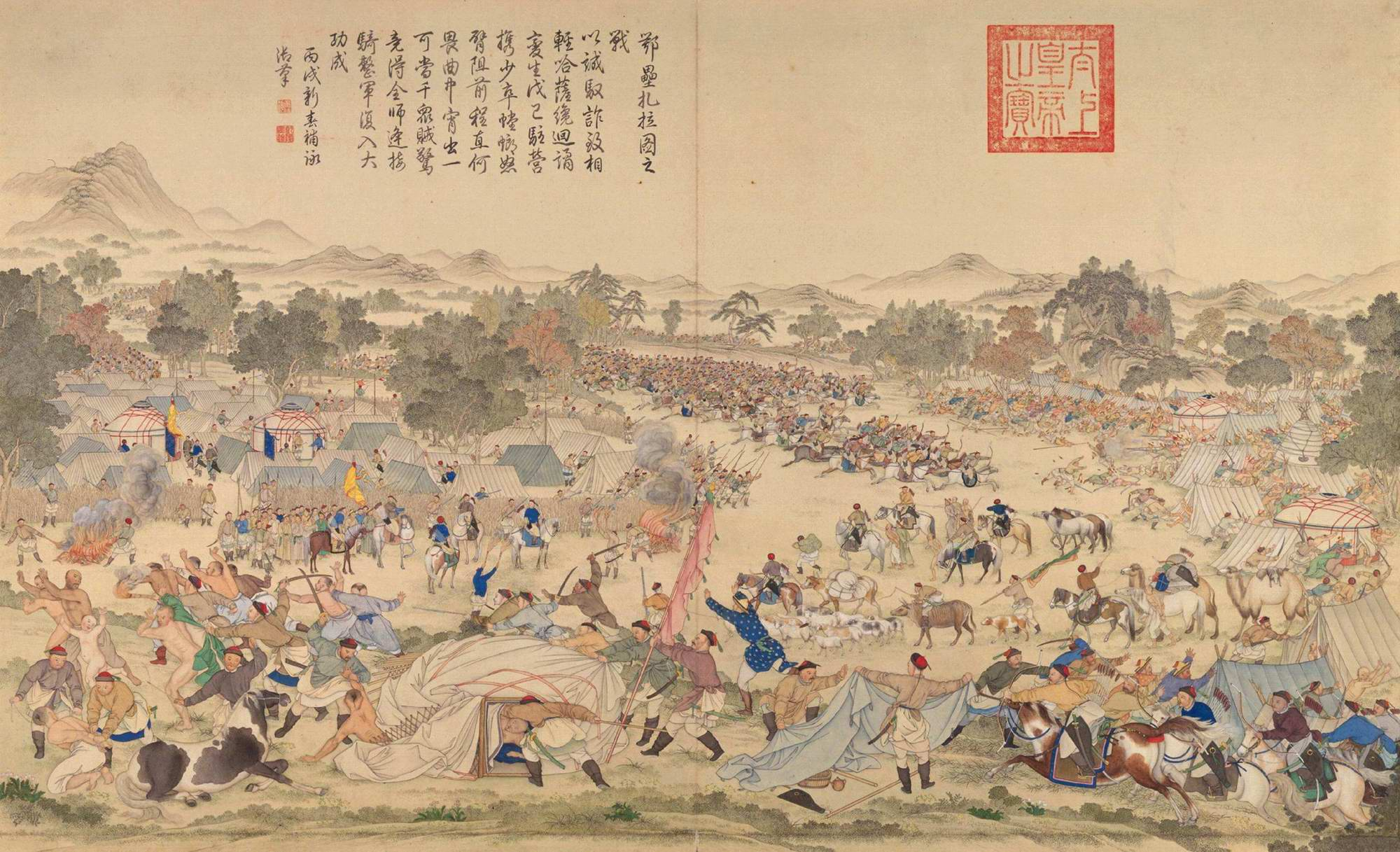
La batalla d'Oroi-Jalatu, 1756. El general xinès Zhao Hui va atacar els zunghars a la nit a l'actual Wusu, Xinjiang.
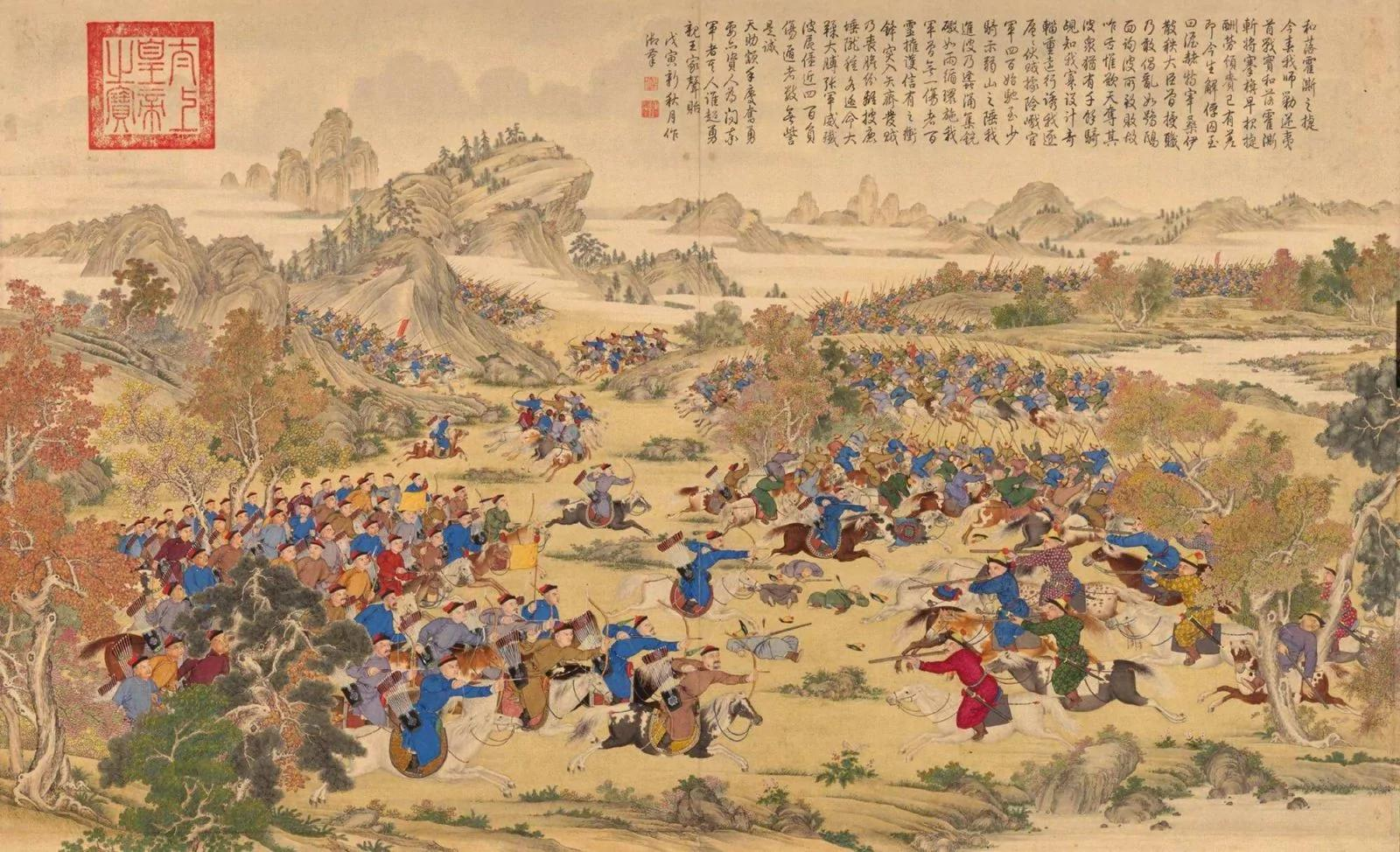
"La victòria de Khorgos". Els partidaris d'Amursana van ser derrotats el 1758 pel príncep Cäbdan-jab.
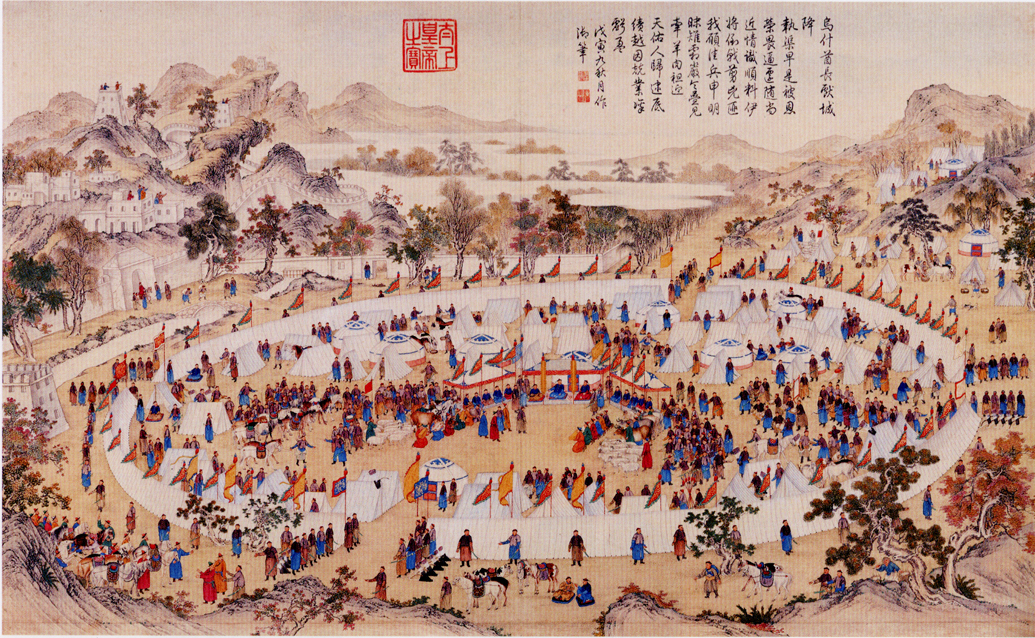
La derrota del líder Huo Jisi of Us el 1758
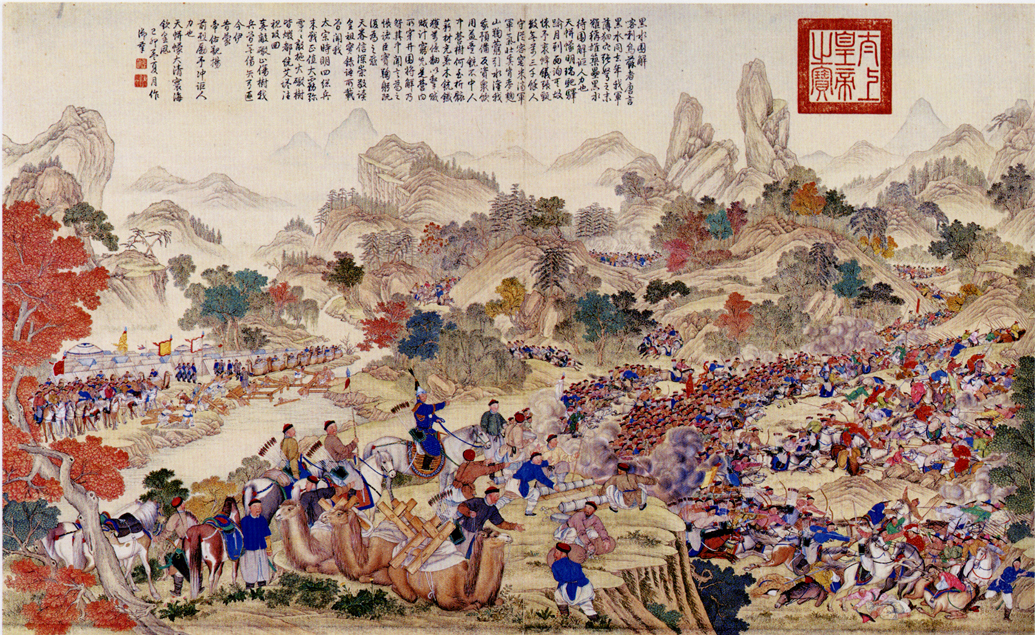
Zhao Hui no va poder prendre Yarkand, es va traslladar a l'est però es va veure obligat a retirar-se pels rebels, que el van assetjar al riu Negre. El 1759, Zhao Hui es va assabentar de l'arribada imminent de les tropes de socors, i així va assaltar la ciutat rebel i va posar fi a la rebel·lió.
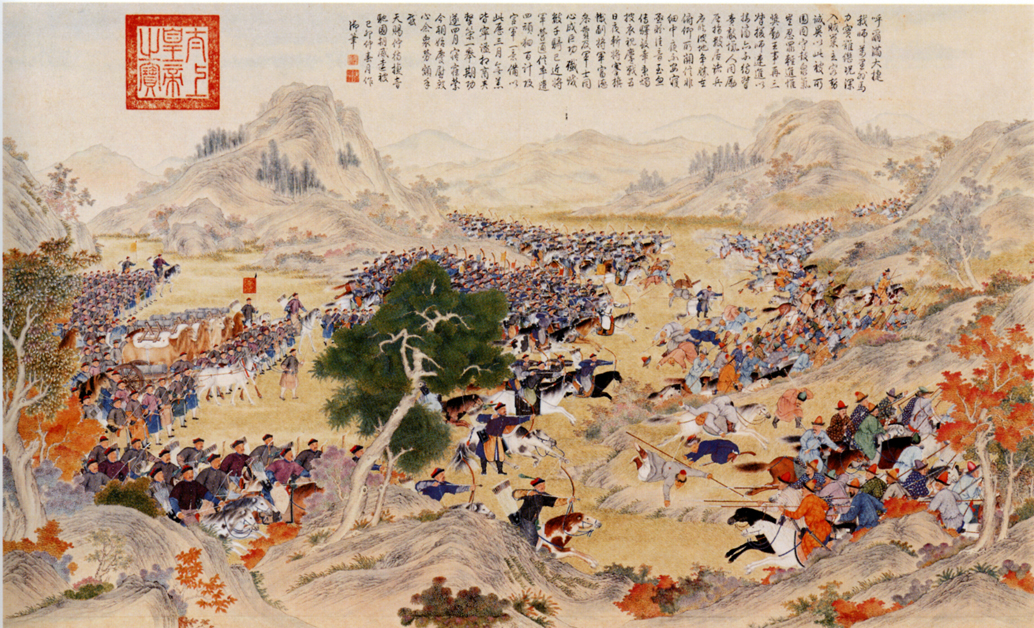
Battle of Qurman,1759; General Fu De, on his way to relieve the siege of Khorgos was suddenly attacked by an enemy force of 5000 Muslim cavalry and with less than 600 men Fu De defeated the Muslims.
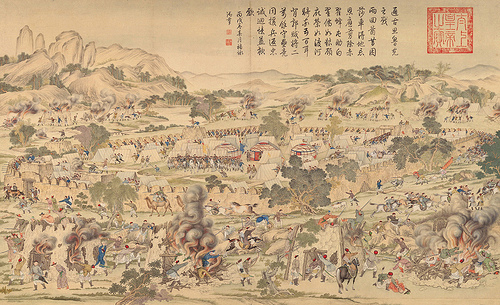
Batalla de Qurman, 1759; El general Fu De, en el seu camí per alleujar el setge de Khorgos va ser atacat de sobte per una força enemiga de 5.000 cavallers musulmans i amb menys de 600 homes Fu De va derrotar els musulmans.
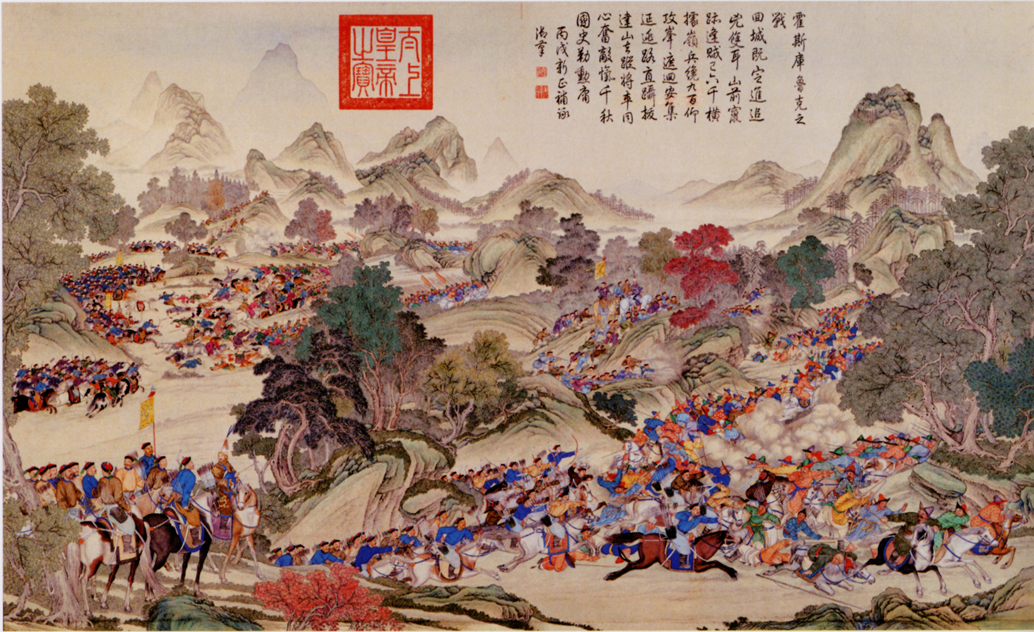
Batalla de Qos-Qulaq 1759, el general xinès Ming Rui va derrotar l'exèrcit Khoja a Qos-Qulaq (al nord de Kara-Kul, Tadjikistan).
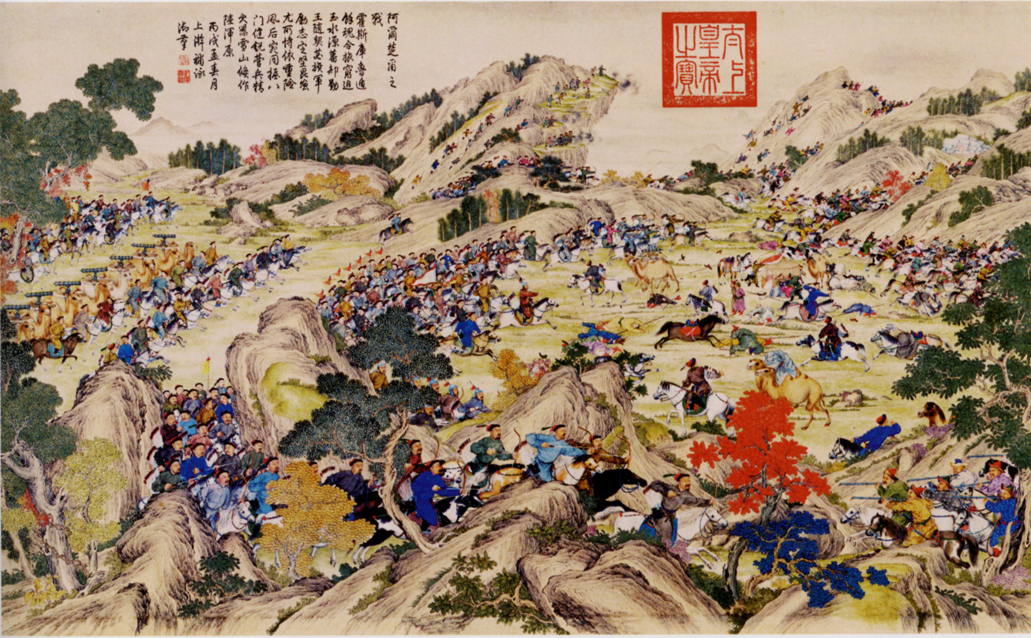
Els Qing derroten els Khoja a Arcul després que s'haguessin retirat després de la batalla de Qos-Qulaq, 1759
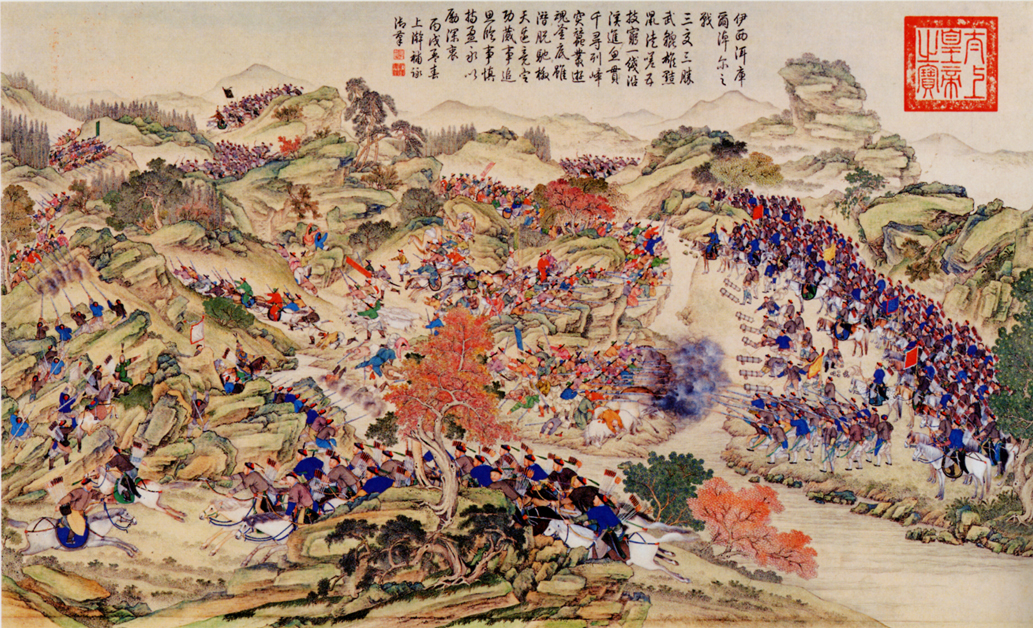
The Chinese army defeats the Khoja brothers (Burh?n al-D?n and Khw?ja-i Jah?n) in Yesil-Kol-Nor (present-day Yashil Kul, Tajikistan), 1759.
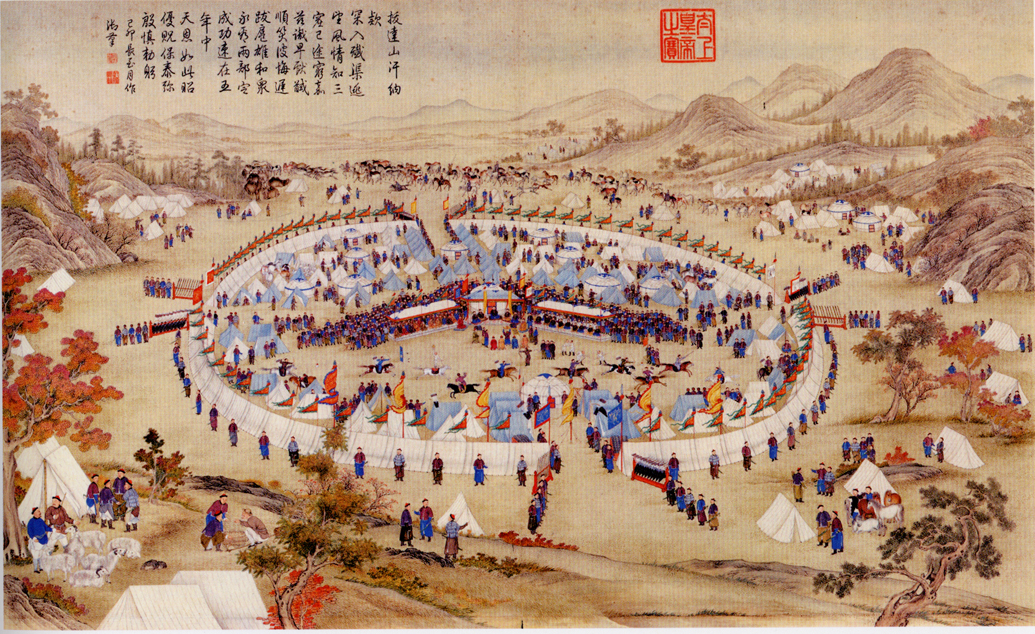
El Khan de Badakhsan es rendeix, 1759.
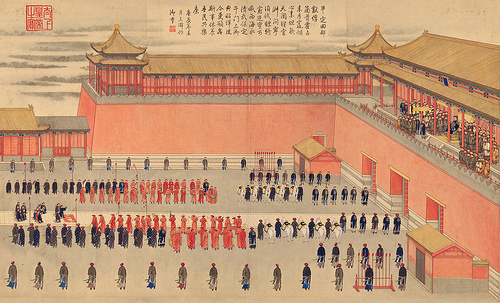
Els presoners es presenten a la porta del palau de Wumen. A l'emperador també se li ofereix el cap del Khoja Huo Jizhan.
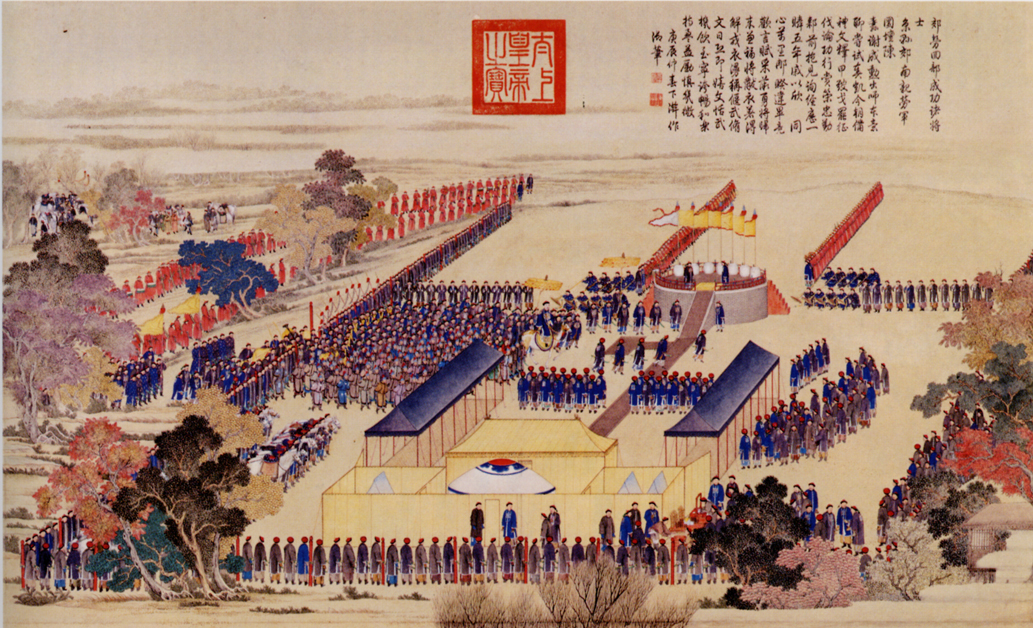
L'emperador dels suburbis rep personalment notícies dels oficials i soldats distingits en la campanya contra les tribus musulmanes
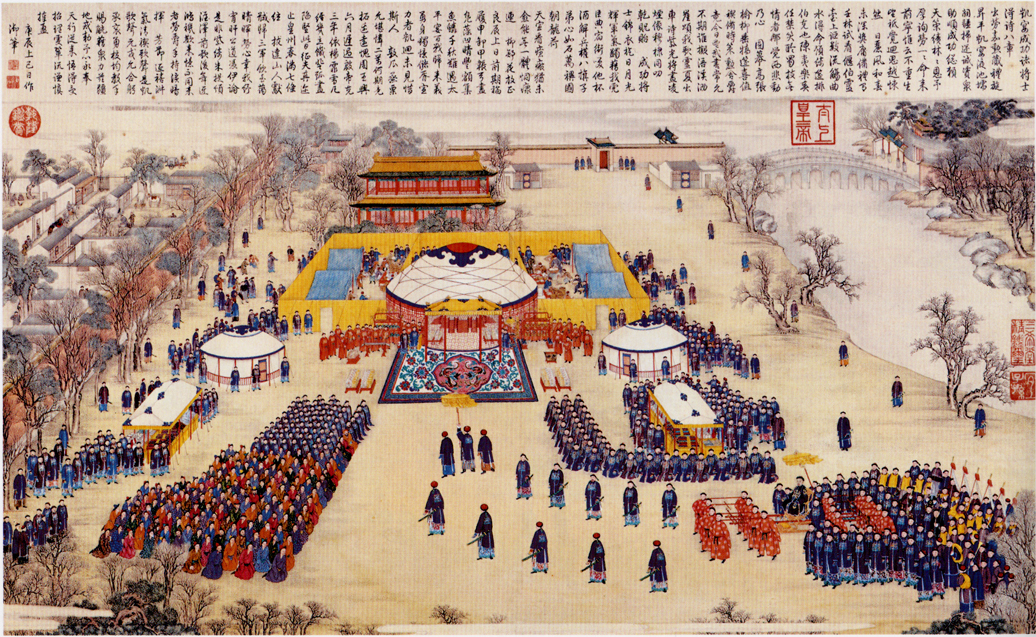
Un banquet de la victòria ofert per l'emperador per als distingits oficials i soldats de la rebel·lió de Huibu (1758-1759).